# مارفن روبنسون
مارفن روبنسون (بالإنجليزية: Marvin Robinson) (11 أبريل 1980 في المملكة المتحدة - ) هو لاعب كرة قدم بريطاني في مركز الهجوم. لعب مع أكسفورد يونايتد وديربي كاونتي وروشدين ودايموندز وستوك سيتي وستوكبورت كونتي وكامبريدج يونايتد وماكليسفيلد تاون ونادي ترانمير روفرز لكرة القدم ونادي تشيسترفيلد ونادي والسول ونوتس كاونتي ونادي كيترينغ تاون ونادي هدنسفورد تاون وNantwich Town F.C. ‏ ولينكولن سيتي أف سي وBrackley Town F.C. ‏ ونادي ليمنجتون وأكسفورد سيتي وRedditch United F.C. ‏.

## وصلات خارجية
- مارفن روبنسون على موقع قاعدة بيانات كرة القدم.إي يو (الإنجليزية)
- مارفن روبنسون على موقع Soccerbase.com (لاعب) (الإنجليزية)
- مارفن روبنسون على موقع عالم كرة القدم.نت (الإنجليزية)